# Milà reial
El milà reial (Milvus milvus) és un ocell rapinyaire de la família dels accipítrids (Accipitridae). Es troba a la regió paleàrtica occidental d'Europa i al nord-oest d'Àfrica. El seu estat de conservació es considera de risc mínim.
El seu aspecte és similar al del milà negre, del qual es distingeix pel seu cap de color gris argentat i la seva silueta. Els exemplars que nidifiquen al nord d'Europa es desplacen al sud per hivernar; alguns d'ells creuen l'estret de Gibraltar fins a arribar al nord d'Àfrica. La seva distribució arriba fins a les Canàries i les illes de Cap Verd.
La població de les Illes Balears es troba des de fa poc classificada com en perill d'extinció a causa de l'ús de verins.
A Mallorca, on es fan esforços per la seva conservació, es coneix com a milà, milana, per bé que aquest nom també es fa servir per a referir-se als milans en general, ço és, tant el milà reial com el milà negre.
Altres noms vulgars usats per a referir-se al Milvus milvus són milana pollera, moixeta pollera, milana reial i milà poller.
Segons un estudi, està en risc de desaparició a Andalusia. A Menorca el 1998 va estar a punt de desaparèixer, car només quedaven cinc parelles. Al llarg dels darrers anys, emperò, gràcies a la feina del Consell Insular de Menorca, del Govern de les Illes Balears i del GOB, la població de l'au ha crescut de manera considerable, arribant a les 72 parelles l'any 2021, que equival a un creixement del 12'5% respecte l'any anterior.

## Característiques
El milà reial té una longitud de 60 a 65 centímetres, una envergadura de les ales de 190 centímetres i un pes que oscil·la, des dels 900 grams fins als 1.200 grams de pes. La seva cua forcada té una forma molt marcada en forma de "V". Es diferencia fàcilment del milà negre que és totalment fosc i té la cua menys forcada.

## Alimentació
Caça petits mamífers, com llebres o rates, també s'alimenta d'ocells e invertebrats; inclús pot devorar carronya.

## Nidificació
Sol nidificar en els arbres, on confecciona un niu a base de branques i fulles. La seva posta consisteix en un número que oscil·la, des d'un sol ou, fins a tres; trigaran a descloure's uns trenta-cinc dies aproximadament. El mascle sol reemplaçar la femella en la incubació per petits períodes, mentre la femella s'alimenta.